# District de Thane
Le district de Thane (en Marathi: ठाणे जिल्हा ʈʰaːɳeˑ) est un  district de la division de Konkan du Maharashtra. 

## Description
Il se trouve dans le nord de l'état sur la côte de la mer d'Arabie.
Son chef-lieu est la ville de Thane.  